# Peridotit
A peridotit csak színes elegyrészekből álló, ultrabázikus, mélységi kőzetek összefoglaló elnevezése.
A peridotitok alkotják a Föld köpenyét. Elsősorban eugeoszinklinálisokban keletkező nagy mélységű törések mentén nyomulnak fel, teléres szubvulkáni formákat hozva létre. Ha a felszínre kerülnek gyorsan vízfelvétellel szerpentinitté alakulnak, így ott nem, vagy csak nagyon ritkán találhatóak meg.
Változatait aszerint különböztetjük meg, milyen színes ásvány alkotja döntő hányadát. Így pl: a tisztán olinvinből álló dunitot (>90%), vagy a piroxén-olivin keverékéből álló harzburgitot vagy kimberlitet.
Jellemzően nagyobb mennyiségű ércet tartalmaz, pl. króm-, titán-, mangán- és vasércet.
A felszíni nem savanyú kőzetek nagy része létrejöttében részt vesznek a peridotitok. 
Hazánkban több előfordulásuk ismert, de itt az eredeti ultrabázikus kőzet már szerpentinesedett.
Ilyenek az ópaleozóos mecseki szerpentinit tömzsök (Ófalu, Helesfa, Gyód), a középidős felsőcsatári és a triász bódvarákói és perkupai  előfordulások.